# تيوكريوم كوبي
نبات تيوكريوم كوبي (بالإنجليزية: Teucrium cubense)‏ هو نوع من النباتات المُزهرة في الفصيلة الشفوية والمعروفة بالأسماء الشائعة مثل الجرماند الساحلي الصغير small coastal germander والجرماند القزم dwarf germander. موطنها الأصلي هو جزء من الأمريكتين يشمل جنوب غرب وجنوب وسط الولايات المتحدة (مناطق كاليفورنيا، أريزونا، نيو مكسيكو، تكساس، أوكلاهوما، لويزيانا، ألاباما )، وأجزاء من منطقة البحر الكاريبي، والمكسيك، وكوستاريكا، وجنوب أمريكا الجنوبية ( الأرجنتين، أوروغواي، جنوب البرازيل ). بشكل عام، يحتوي النبات على أوراق مفصصة وزهرة كورولا ذات فص سفلي عريض وفصوص جانبية أصغر. قد تكون الزهرة بيضاء أو زرقاء اللون مع وجود بقع أرجوانية.
يُذكر أنه قد يكون لهذا النبات تأثيرات مضادة لمرض السكري.

## معرض الصور

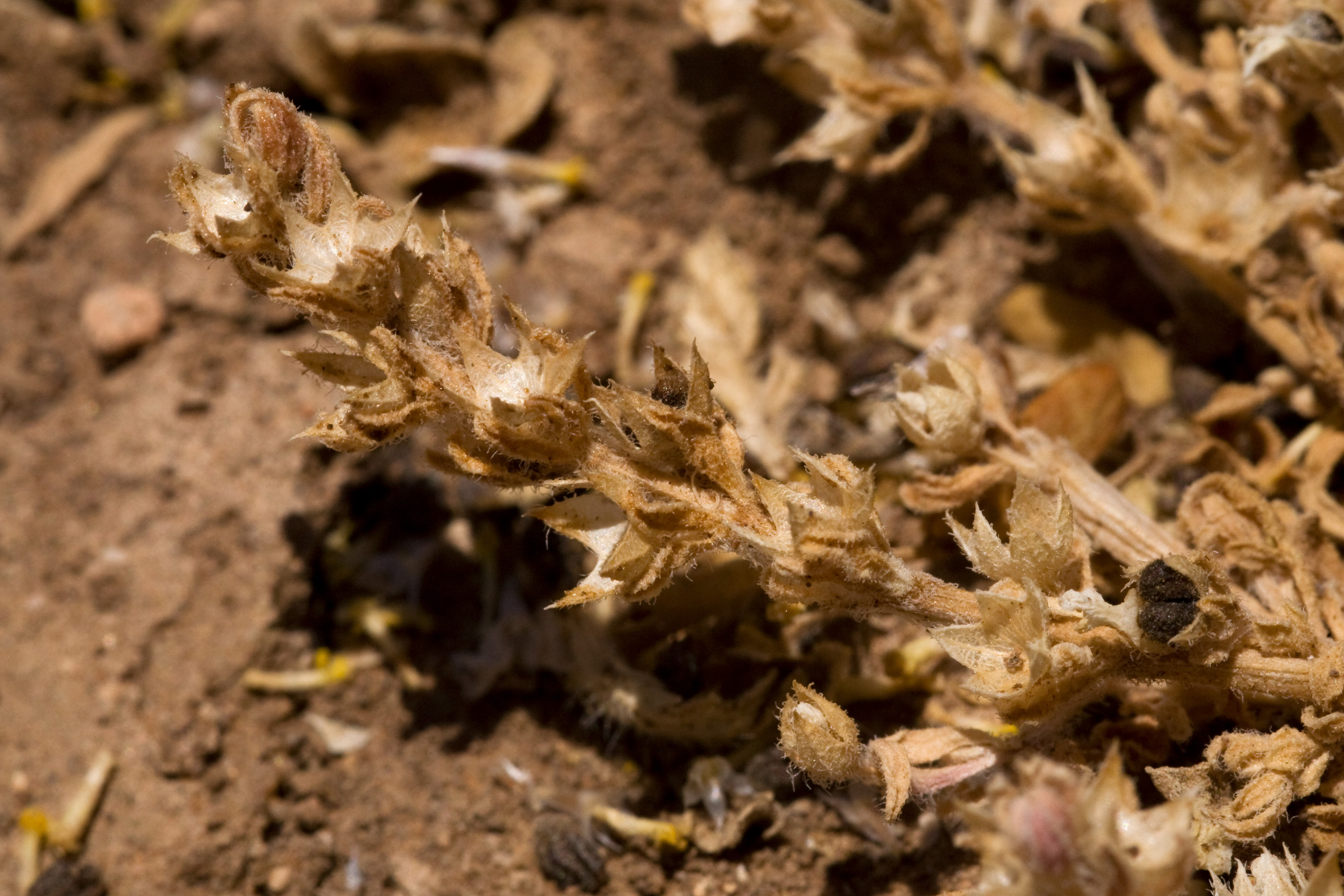
عند بحيرة ويست دراي، شرق وايت ساندز، 32.383 -106.414، مقاطعة دونا آنا، نيو مكسيكو، 30 مايو 2014
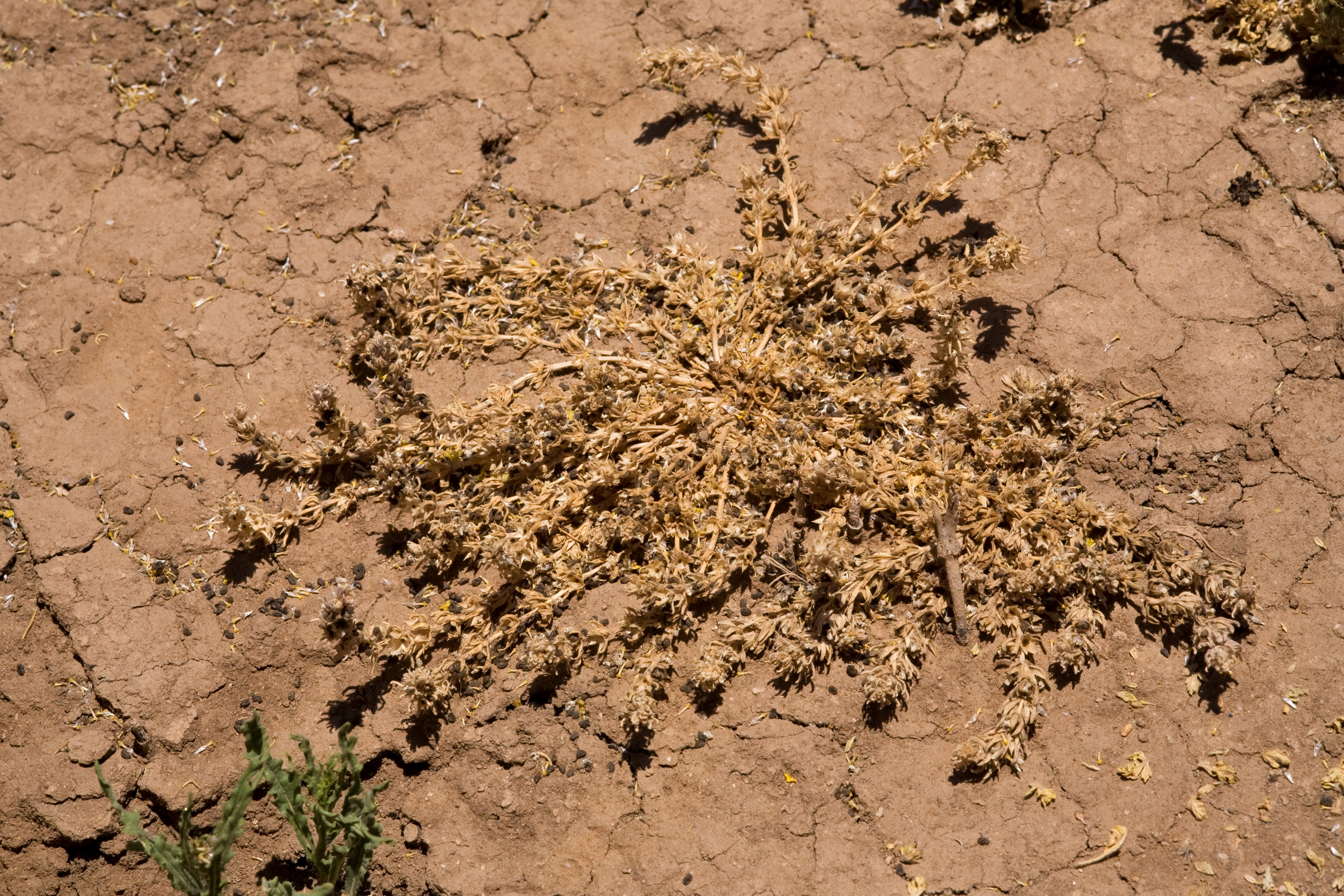
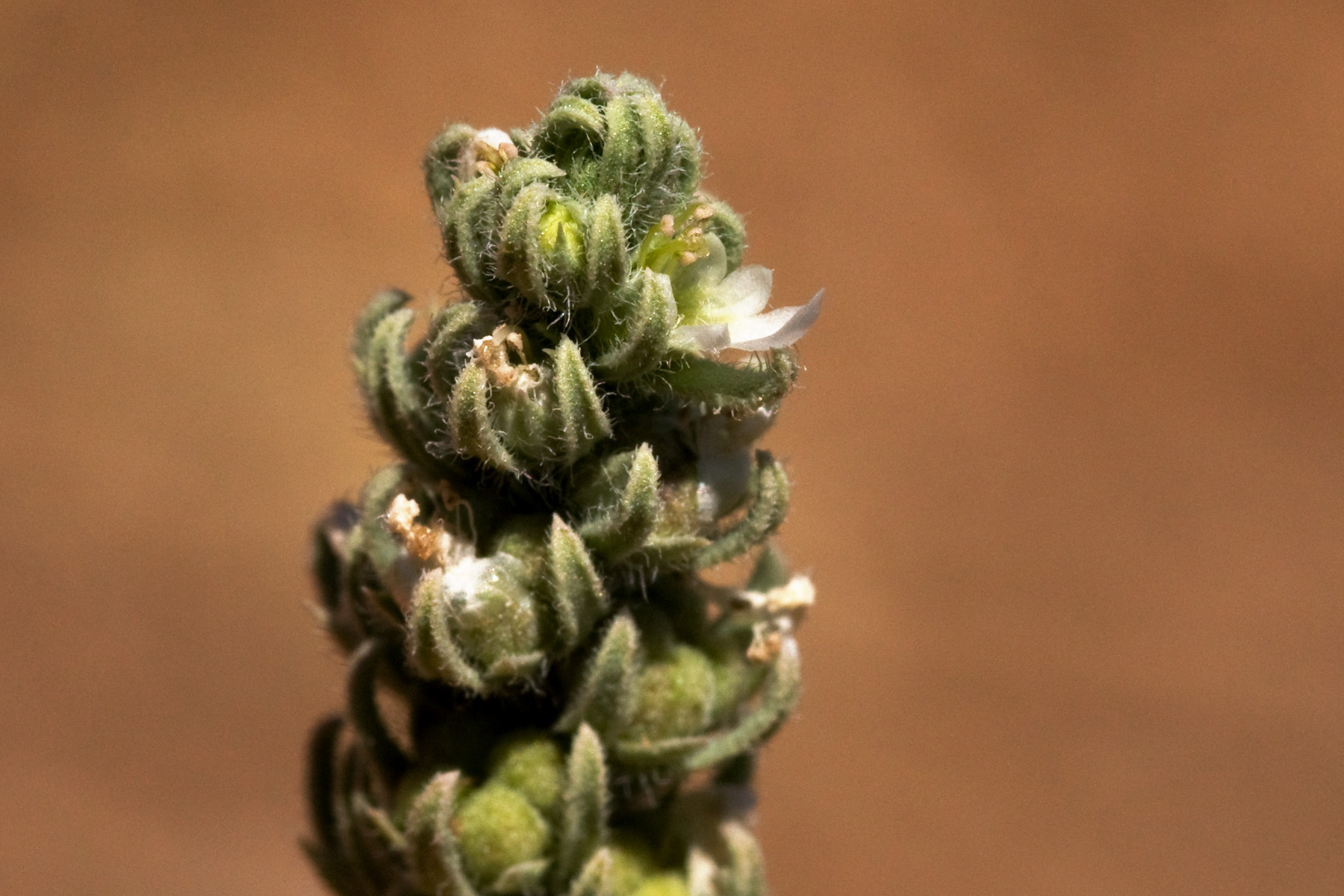
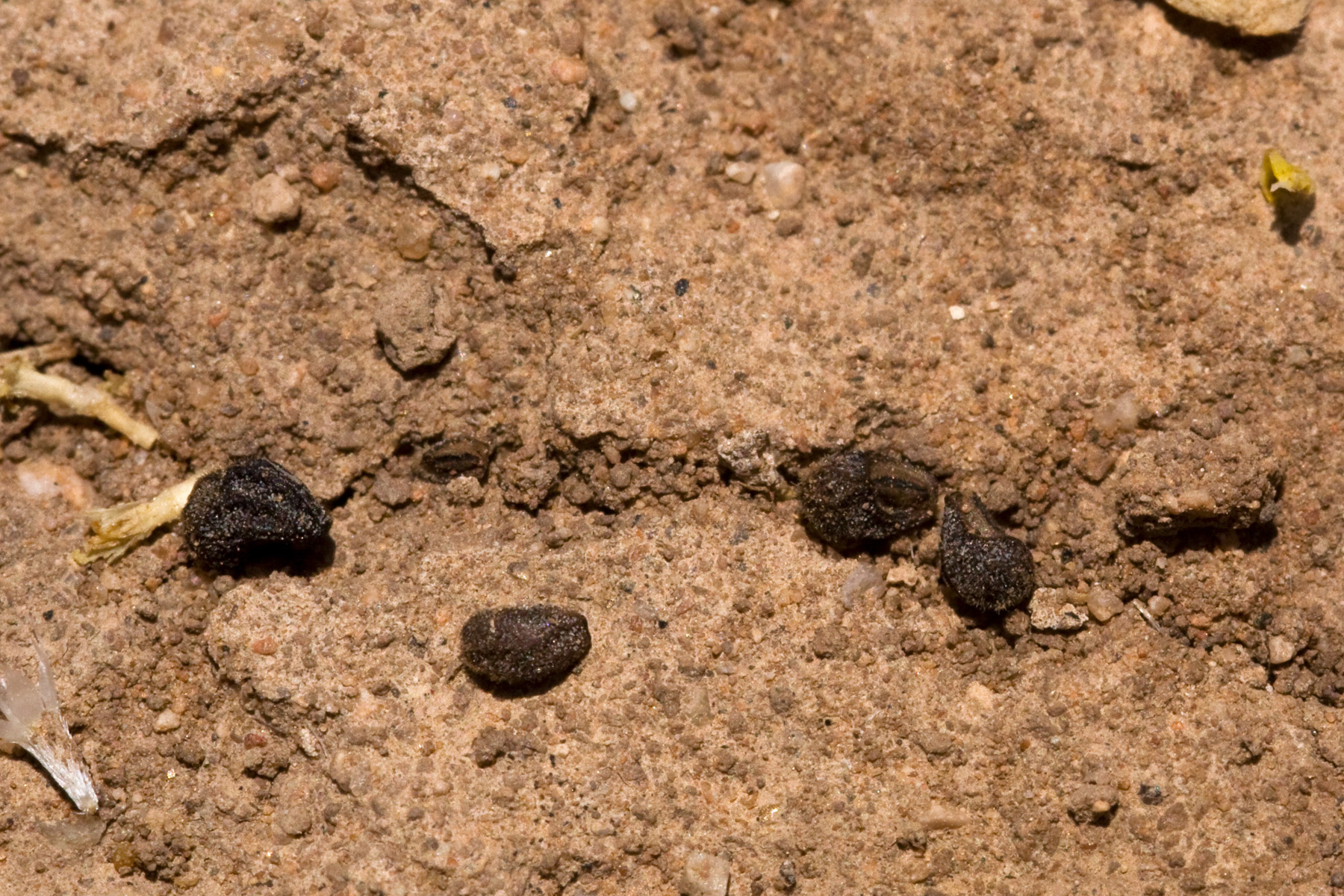
في بحيرة ويست دراي، شرق وايت ساندز، 32.383 -106.414، مقاطعة دونا آنا، نيو مكسيكو، 30 مايو 2014.
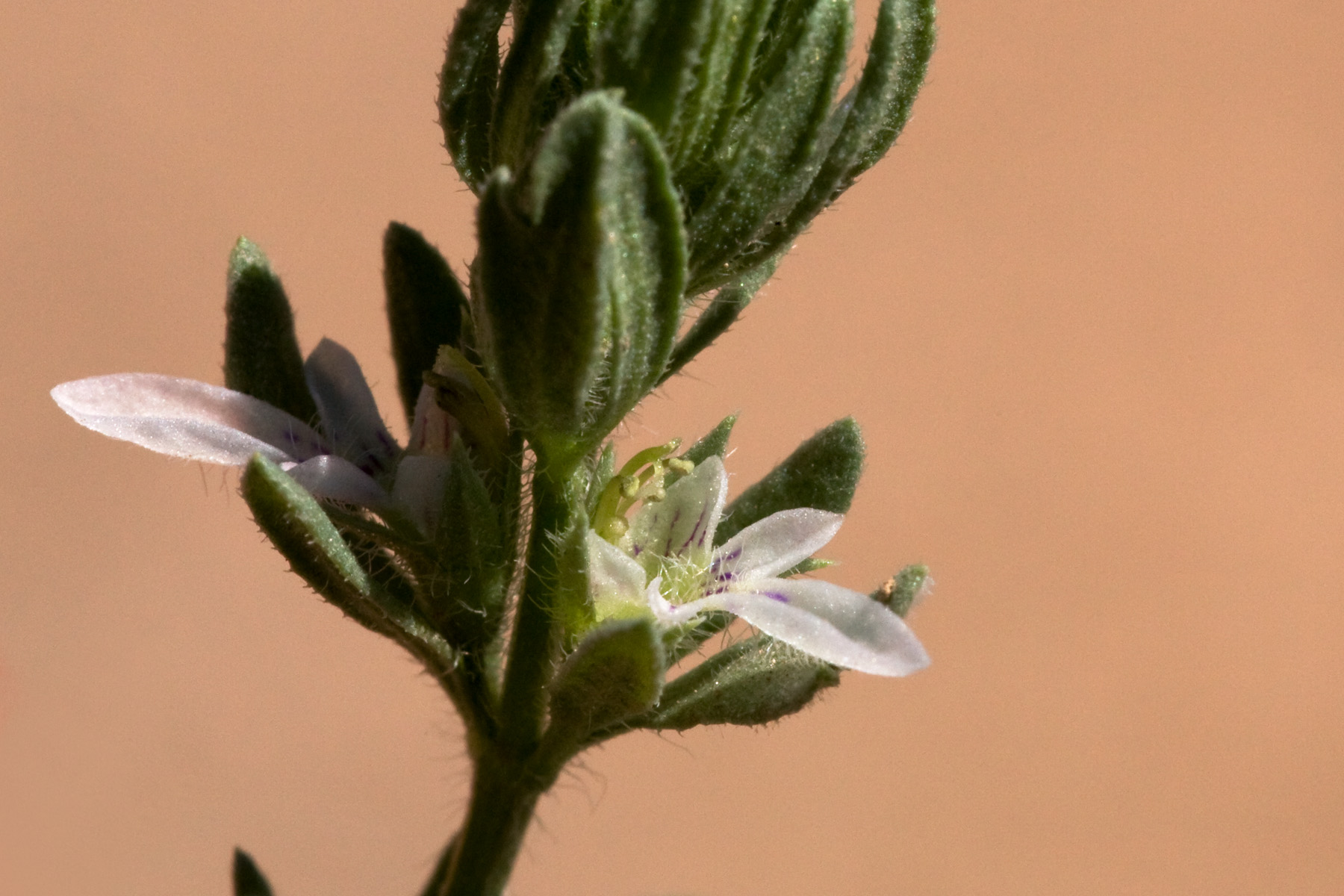
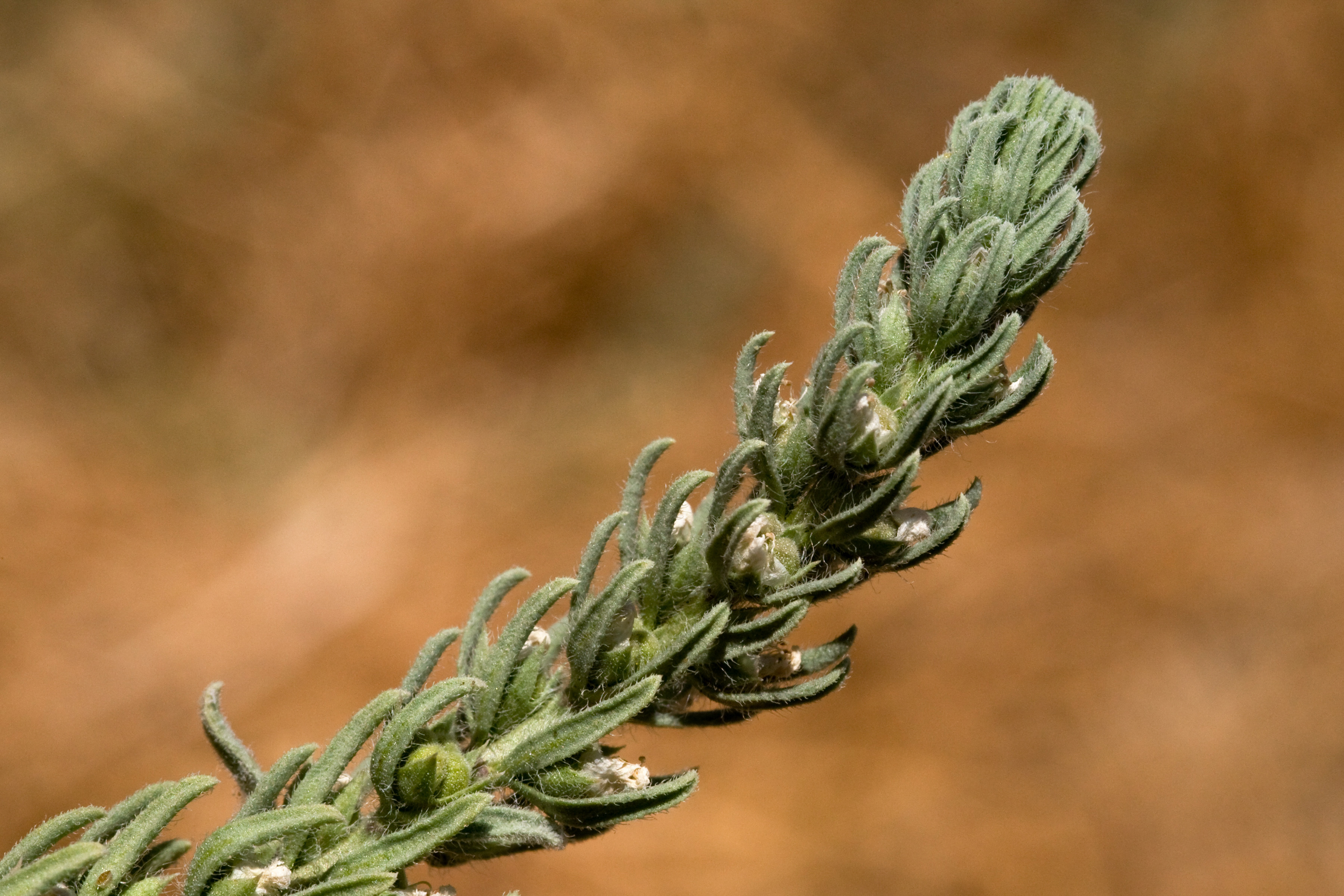